# Roller Coaster (Justin Bieber)
Roller Coaster è un brano musicale del cantante canadese Justin Bieber, pubblicato come ottavo singolo della Music Mondays e dalla raccolta Journals.
La canzone compare nel film-documentario sul Believe Tour Justin Bieber's Believe.

## Descrizione
Il brano fu scritto da Rodney Jerkins, Justin Bieber, Julian Swirsky e Josh Gudwin.

## Classifiche
| Classifica (2013) | Posizione massima |
| ----------------- | ----------------- |
| Austria           | 40                |
| Belgio (Fiandre)  | 35                |
| Belgio (Vallonia) | 29                |
| Canada            | 24                |
| Danimarca         | 1                 |
| Francia           | 70                |
| Germania          | 69                |
| Irlanda           | 31                |
| Italia            | 33                |
| Paesi Bassi       | 22                |
| Regno Unito       | 37                |
| Spagna            | 23                |
| Svizzera          | 30                |